# Сборная Уганды по футболу
Сборная Уганды представляет Уганду на международных футбольных турнирах и в товарищеских матчах. Управляющая организация — Федерация Футбола Уганды. Является членом ФИФА с 1960 года и КАФ — с 1959 года. Наивысшим достижением является выход в финал в 1978 году.

## История
Сборная Уганды является одной из сильнейших сборных Восточной и Центральной Африки за всю историю. На начало 21-го века национальная команда представляет собой крепкого середняка африканского футбола. «Журавли» ни разу не принимали участия на ЧМ, и 5 раз участвовали в финальных стадиях Кубка Африки. Расцвет сборной пришелся на вторую половину 70-х годов, когда угандийцы трижды подряд отбирались на крупнейший континентальный форум и в 1978 году дошли до финала, уступив в нем хозяевам турнира — сборной Ганы — со счетом 0:2. «Серебро» 1978 года пока является наивысшим достижением сборной Уганды, а Кубок Африки 1978 последним крупным турниром, на который удалось отобраться "Журавлям".

## Чемпионат мира
- 1930 — 1974 — не принимала участия
- 1978 — не прошла квалификацию
- 1982 — снялась с соревнований
- 1986 — не прошла квалификацию
- 1990 — не прошла квалификацию
- 1994 — снялась с соревнований
- 1998 — 2022 — не прошла квалификацию

## Кубок Африканских Наций
- 1957 — не принимала участия
- 1959 — не принимала участия
- 1962 — 4-е место
- 1963 — снялась с соревнований
- 1965 — не прошла квалификацию
- 1968 — групповой этап
- 1970 — не прошла квалификацию
- 1972 — не прошла квалификацию
- 1974 — групповой этап
- 1976 — групповой этап
- 1978 — ФИНАЛИСТ
- 1980 — снялась с соревнований
- 1982 — снялась с соревнований
- 1984 — не прошла квалификацию
- 1986 — не прошла квалификацию
- 1988 — не прошла квалификацию
- 1990 — снялась с соревнований
- 1992 — 2015 — не прошла квалификацию
- 2017 — групповой этап
- 2019 — 1/8 финала
- 2021 — не прошла квалификацию
- 2023 — не прошла квалификацию

## Достижения
Кубок Восточной и Центральной Африки
- ЧЕМПИОН — 15 раз (1973, 1976, 1977, 1989, 1990, 1992, 1996, 2000, 2003, 2008 , 2009, 2011, 2012, 2015, 2019)*
- Финалист — 4 раза (1974, 1982, 1994, 1995)
- * — титулы, выигранные без учета Кубка Госсиджа и Кубка Вызова, проводившиеся с 1926 — по 1971 гг.

## Состав
Следующие игроки были вызваны в состав сборной главным тренером Себастьяном Десабром для участия в матчах Кубка африканских наций 2019, который прошёл в Египте с 21 июня по 19 июля 2019 года.
Игры и голы приведены по состоянию на 5 июля 2019 года:
| 1  | Вр  | Роберт Одонгкара | 2 сентября 1989 (35 лет)   | 31  | 0  | Адама Сити           |  |  |
| 18 | Вр  | Денис Оньянго    | 15 мая 1985 (39 лет)       | 75  | 0  | Мамелоди Сандаунз    |  |  |
| 19 | Вр  | Джамал Салим     | 27 мая 1995 (29 лет)       | 6   | 0  | Аль-Хиляль           |  |  |
|    |     |                  |                            |     |    |                      |  |  |
| 2  | Защ | Джозеф Очейа     | 14 декабря 1993 (31 год)   | 52  | 2  | ТП Мазембе           |  |  |
| 3  | Защ | Тимоти Авани     | 6 августа 1996 (28 лет)    | 30  | 0  | Ашдод                |  |  |
| 4  | Защ | Мурушид Джууко   | 14 апреля 1994 (30 лет)    | 39  | 1  | Симба                |  |  |
| 5  | Защ | Бевис Мугаби     | 1 мая 1995 (29 лет)        | 7   | 0  | Свободный агент      |  |  |
| 12 | Защ | Рональд Мукииби  | 16 сентября 1991 (33 года) | 2   | 0  | Эстерсунд            |  |  |
| 14 | Защ | Николас Вадада   | 27 июля 1994 (30 лет)      | 56  | 1  | Азам                 |  |  |
| 15 | Защ | Годфри Валусимби | 3 июля 1989 (35 лет)       | 105 | 3  | Свободный агент      |  |  |
| 16 | Защ | Хассан Вассва    | 14 февраля 1988 (37 лет)   | 80  | 0  | Свободный агент      |  |  |
| 20 | Защ | Исаак Мулеме     | 10 октября 1992 (32 года)  | 39  | 0  | Виктория Жижков      |  |  |
|    |     |                  |                            |     |    |                      |  |  |
| 6  | ПЗ  | Таддео Лванга    | 21 мая 1994 (30 лет)       | 15  | 0  | Вайперс              |  |  |
| 8  | ПЗ  | Халид Аучо       | 8 августа 1993 (31 год)    | 49  | 2  | Миср эль-Макаса      |  |  |
| 10 | ПЗ  | Лувагга Кизито   | 20 декабря 1993 (31 год)   | 42  | 1  | КСМ Политехника Яссы |  |  |
| 13 | ПЗ  | Аллан Катерегга  | 3 июня 1994 (30 лет)       | 9   | 0  | Кейптаун Сити        |  |  |
| 17 | ПЗ  | Фарук Мия        | 26 ноября 1997 (27 лет)    | 63  | 22 | Горица               |  |  |
| 23 | ПЗ  | Майкл Азира      | 22 августа 1987 (37 лет)   | 10  | 0  | Монреаль Импакт      |  |  |
|    |     |                  |                            |     |    |                      |  |  |
| 7  | Нап | Эммануэль Окви   | 25 декабря 1992 (32 года)  | 74  | 23 | Симба                |  |  |
| 9  | Нап | Патрик Кадду     | 9 октября 1995 (29 лет)    | 11  | 2  | ККСА                 |  |  |
| 11 | Нап | Деррик Нсимбамби | 19 июня 1994 (30 лет)      | 21  | 7  | Смуха                |  |  |
| 21 | Нап | Аллан Кьямбадде  | 15 января 1996 (29 лет)    | 19  | 0  | ККСА                 |  |  |
| 22 | Нап | Лумала Абду      | 21 июля 1997 (27 лет)      | 6   | 0  | Сюрианска            |  |  |